# 虎 (足球运动员)
虎（1998年7月2日—），越南职业足球运动员，司职边锋，效力于越南足球甲级联赛庆和烟草足球俱乐部 (2012年)。

## 生涯
虎的足球生涯始于多乐足球俱乐部的青训系统。在全国21岁以下锦标赛中表现出色后，他在2018年升入一线队。2023年10月，他随庆和烟草足球俱乐部 (2012年)升入顶级联赛。

## 个人生活
虎是来自崑嵩市的少数民族色当族，出生于一个贫穷的农民家庭。按照传统，他無姓氏。